# Buhalove, Hadeaci
Buhalove (în ucraineană Бухалове) este un sat în comuna Krasna Luka din raionul Hadeaci, regiunea Poltava, Ucraina.

## Demografie
Componența lingvistică a localității Buhalove
     Ucraineană (98,26%)
     Rusă (1,74%)
Conform recensământului din 2001, majoritatea populației localității Buhalove era vorbitoare de ucraineană (98,26%), existând în minoritate și vorbitori de rusă (1,74%).